# 27-я отдельная танковая бригада
 27-я отдельная танковая бригада  — танковая бригада Красной армии в годы Великой Отечественной войны.
Сокращённое наименование — 27 отбр.

## Формирование и боевой путь
27-я отдельнай танковая бригада сформирована на основании Директивы Зам. НКО № 725444сс от 22.09.1941 года в Московском АБТ Центре (Костерево).
25 октября 1941 года убыла на Западный фронт.
26 октября 1941 г. после сформирования передислоцировалась в район г. Истра, где поступила в распоряжение Западного фронта. 25 октября 1941 года 23-я, 26-я и 27-я танковые бригады были объединены в танковую группу генерал-лейтенанта Мишулина.
28 октября 1941 года подчинена 16-й армии Западного фронта. 16 ноября 1941 года поступила в распоряжение командующего кавалерийской группой генерал-майора Доватора. 8 декабря 1941 года выведена в резерв Ставки ВГК в район ст. Костерево, где была включена в состав 2-го танкового корпуса. 30 декабря 1941 года в состав бригады передали 27-й отб (20 марта 1942 года переименован в 436-й отб). 30 декабря 1941 г. в состав бригады передали 26-й отб (одновременно переименовав его в 239-й отб).
Директивой НКО № 725499сс от 15.02.1942 года переведена на новые штаты.
Директивой НКО № 724218сс от 31.03.1942 года бригада включена в состав 2-го танкового корпуса.
16 апреля 1942 года бригада в составе 2-го тк передислоцировалась в район Мичуринска, где поступила в оперативное подчинение Брянского фронта.
17 августа 1942 года бригада в составе 2-го танкового корпуса в районе ст. Иловайская переподчинена 62-й армии Сталинградского фронта.
8 сентября 1942 года бригада переподчинена командиру 23-го танкового корпуса. 23 сентября 1942 года бригада была выведена из состава 23-го тк и подчинена 62-й армии Сталинградского фронта.
12 октября 1942 года на основании Директивы НКО № 1104937 от 12.10.1942 года переформирована в 18-й гвардейский танковый полк. По перечню № 14 в 18-й танковый полк. Полное наименование полка, по окончании Великой Отечественной войны: 18-й гвардейский ордена Александра Невского танковый полк.

## Боевой и численный состав

### 13 сентября 1941 года
Бригада формировалась по штатам № 010/75-010/83, 010/87 от 13.09.1941 года:
Управление бригады [штат № 010/75]
Рота управления [штат № 010/76]
Разведывательная рота [штат № 010/77]
27-й танковый полк [штат № 010/87] — два батальона
Моторизованный стрелково-пулеметный батальон [штат № 010/79]
Зенитный дивизион [штат № 010/80]
Ремонтно-восстановительная рота [штат № 010/81]
Автотранспортная рота [штат № 010/82]
Медико-санитарный взвод [штат № 010/83].

### 15 февраля 1942 года
Директивой НКО № 723499 от 15.02.1942 г. переведена на штаты № 010/345-010/352 от 15.02.1942 года:
Управление бригады [штат № 010/345]
239-й отд. танковый батальон [штат № 010/346] — до 31.01.1942 — 27-й отд. танковый батальон
436-й отд. танковый батальон [штат № 010/346] — до 25.02.1942 — 2-й отд. танковый батальон
Мотострелково-пулеметный батальон [штат № 010/347]
Противотанковая батарея [штат № 010/348]
Зенитная батарея [штат № 010/349]
Рота управления [штат № 010/350]
Рота технического обеспечения [штат № 010/351]
Медико-санитарный взвод [штат № 010/352].

## Подчинение
| Дата          | Дата     | [ 4 ]  | [ 4 ] | [ 4 ] | [ 5 ]  | [ 5 ] | [ 5 ] | [ 6 ]                | [ 6 ]                | [ 6 ]                |
| ------------- | -------- | ------ | ----- | ----- | ------ | ----- | ----- | -------------------- | -------------------- | -------------------- |
| Число и месяц | Год      | Корпус | Армия | Фронт | Корпус | Армия | Фронт | Корпус               | Армия                | Фронт                |
| 1 октября     | 1941 год |        |       |       | МВО    | МВО   | МВО   |                      |                      |                      |
| 1 ноября      | 1941 год | 16 А   | 16 А  | 16 А  | 16 А   | 16 А  | ЗФ    | 16 А                 | 16 А                 | ЗФ                   |
| 1 декабря     | 1941 год |        |       |       | 16 А   | 16 А  | ЗФ    | ОКГ г.-м. Селиванова | ОКГ г.-м. Селиванова | ОКГ г.-м. Селиванова |
| 1 января      | 1942 год | РВГК   | РВГК  | РВГК  | РВГК   | РВГК  | РВГК  |                      |                      |                      |
| 1 февраля     | 1942 год | РВГК   | РВГК  | РВГК  | РВГК   | РВГК  | РВГК  |                      |                      |                      |
| 1 марта       | 1942 год | МВО    | МВО   | МВО   | РВГК   | РВГК  | РВГК  |                      |                      |                      |
| 1 апреля      | 1942 год | МВО    | МВО   | МВО   | 2 тк   | 2 тк  | 2 тк  |                      |                      |                      |
| 1 мая         | 1942 год | БФ     | БФ    | БФ    | 2 тк   | 2 тк  | БФ    |                      |                      |                      |
| 1 июня        | 1942 год | 2 тк   | 2 тк  | 2 тк  | 2 тк   | 2 тк  | БФ    | 2 тк                 | 2 тк                 | БФ                   |
| 1 июля        | 1942 год | 2 тк   | 2 тк  | 2 тк  | 2 тк   | 2 тк  | БФ    | 2 тк                 | 5 т А                | БФ                   |
| 1 августа     | 1942 год | 2 тк   | 2 тк  | 2 тк  | 2 тк   | 2 тк  | БФ    | 2 тк                 | 2 тк                 | БФ                   |
| 1 сентября    | 1942 год | 2 тк   | 2 тк  | 2 тк  | 2 тк   | 62 А  | ЮЗФ   | 2 тк                 | 2 тк                 | СФ                   |
| 1 октября     | 1942 год | 62 А   | 62 А  | 62 А  | 23 тк  | 62 А  | СтФ   | 62 А                 | 62 А                 | СФ                   |

Периоды вхождения в состав Действующей армии: с 26.10.1941 по 08.12.1941, с 25.04.1942 по 12.10.1942.

## Командование
Командиры бригады:
- Михайлин, Фёдор Михайлович (08.10.1941-13.07.1942), подполковник[2].
- Лучников, Пётр Фёдорович (14.07.1942-29.07.1942), майор
- Городецкий, Леонид Алексеевич (30.07.1942-12.08.1942), подполковник[2].
- Попов, Пётр Георгиевич (13.08.1942-10.09.1942), майор[1]
- Лучников, Пётр Фёдорович (11.09.1942-26.10.1942), майор[1]
- Заместитель командира бригады по строевой части
- до 12.41 (01.01.1942?) Абрамов Константин Николаевич, подполковник
- Илльченко Николай Петрович, майор (22.07.1942 пропал б/вести в районе с. Тербуны Липецкой области)

Начальники штаба бригады
Военные комиссары бригады, с 09.10.1942 года — заместители командира бригады по политической части
27.09.1941 — 26.10.1942	ТАРАДАЙ Моисей Николаевич, полковой комиссар, с 20.12.1942 полковник.
Заместитель командира бригады по технической части (до 02.08.1944 — помощник командира по технической части)
Начальник политотдела (с июня 1943 года он же заместитель командира по политической части)
27.09.1941 — 08.01.1942	НИКИТОВ Николай Матвеевич, батальон. комиссар, с 07.01.1942 ст. батальон. комиссар
08.01.1942 — 26.10.1942	Лещенко Иван Ульянович, старший батальонный комиссар